# Kamil Stoch
Kamil Wiktor Stoch (Zakopane, 25 de maio de 1987) é um saltador de esqui da Polónia. É um dos melhores saltadores de esqui de sempre, ganhando dois títulos olímpicos em trampolim pequeno e grande em 2014 em Sochi, o título de campeão mundial em grande trampolim em 2013 em Val di Fiemme, a Copa do Mundo em 2014 e o torneio Four Hills em 2017, 2018 e 2021 sendo apenas o segundo atleta da história a alcançar o Grand Slam num só ano, ganhando em Oberstdorf, Garmisch-Partenkirchen, Innsbruck e Bischofshofen.
Stoch é membro da comissão de atletas da Federação Internacional de Esqui.